# 克里爾雷克奧克斯 (加利福尼亞州)
克利爾萊克奧克斯（英語：Clearlake Oaks）是位於美國加利福尼亞州萊克縣的一個人口普查指定地區。

## 地理
克利爾萊克奧克斯的座標為39°01′35″N 122°40′15″W / 39.02639°N 122.67083°W，而該地最高點為海拔高度407米（即1335英尺）。

## 人口
根據2010年美國人口普查的數據，克利爾萊克奧克斯的面積為5.479平方千米，當中陸地面積為5.120平方千米，而水域面積為0.359平方千米。當地共有人口2359人，而人口密度為每平方千米430人。